# Лю Сяобо (тхэквондист)
Лю Сяобо́ (кит. упр. 刘哮波, пиньинь Liú Xiàobō, род.16 января 1984) — китайский тхэквондист, призёр Олимпийских игр.
Лю Сяобо родился в 1984 году в Пекине. С 2001 года стал заниматься тхэквондо в знаменитой пекинской спортшколе «Шичахай». В том же году вошёл в Пекинскую сборную, в 2004 году — в национальную молодёжную сборную, в 2005 — в национальную сборную.
В 2005 году Лю Сяобо завоевал золотые медали 10-й Спартакиады народов КНР и Восточноазиатских игр. В 2006 году он завоевал бронзовую медаль Азиатских игр, а в 2008 выиграл чемпионат Азии. В 2012 году Лю Сяобо стал серебряным призёром чемпионата Азии и бронзовым призёром Олимпийских игр.